# Tipo de medio
Un tipo de medio (también conocido como tipo MIME y tipo de contenido) es un identificador de dos partes para formatos de archivo transmitidos por Internet. IANA es el organismo oficial para la estandarización y publicación de las clasificaciones. Los media types fueron originalmente definidos en el RFC 2045 en noviembre de 1996 como parte de la especificación MIME, para denotar el tipo de los contenidos y adjuntos de los mensajes de Internet; de ahí el nombre de MIME type. Media types también es usado por otros protocolos como HTTP, y formatos de archivo como HTML, para propósitos similares.
- Datos: Q1667978